# SN 1998cd
SN 1998cd – supernowa typu Ia odkryta 17 maja 1998 roku w galaktyce A104504+3925. W momencie odkrycia miała maksymalną jasność 17,50m.